# Loi montagne
Ne doit pas être confondu avec La Loi de la montagne.

Les zones de massif telles qu'instituées par la loi montagne recouvrent environ 30 % de la superficie du territoire métropolitain.

La loi du 9 janvier 1985 relative au développement et à la protection de la montagne, dite « loi montagne », constitue en France le principal cadre législatif spécifiquement destiné aux territoires de montagne. Il s'agit du premier acte législatif proposant une gestion intégrée et transversale des territoires de montagne, et c'est la première fois en France qu'un espace géographique en tant que tel fait l'objet d'une loi. La loi littoral, votée l'année suivante, suit le même esprit.
Le Conseil national de la montagne, le zonage des massifs français (zone de montagne et zone de massif), le Fonds d'intervention pour l'autodéveloppement en montagne, ou la redevance activités nordiques ont été institués par la loi montagne. Elle est un acte fondateur de la politique d'aménagement du territoire en France, en rupture avec les méthodes de l'époque gaullienne, préfigurant la pratique du développement territorial.
Prévue dès la loi pastorale de 1972 du gouvernement Chaban-Delmas,, votée tardivement par rapport aux lois homologues de plusieurs pays européens (Suisse, Autriche, Italie, Grande-Bretagne), la temporalité de la loi montagne française s'explique aussi par le fait que les massifs français étaient jusque dans les années 1970 encore largement étudiés sous un angle sectoriel, particulier, qu'il s'agisse de l'industrie, des sports d'hiver ou de l'agriculture. La loi montagne permet d'associer ces thématiques à d'autres (démographie, culture, tourisme vert, urbanisme).
La loi montagne est complétée en décembre 2016 par la loi de modernisation, de développement et de protection des territoires de montagne, dite loi montagne II,.

## Terrain d'application
En France métropolitaine, la loi montagne définit les zones de montagne comme étant des communes ou parties de communes où l'utilisation de l'espace implique des investissements onéreux dus : 
- soit à des conditions climatiques très difficiles dues à l'altitude ;
- soit à de fortes pentes, en moindres altitudes, tel que la mécanique soit impossible ou à des coûts importants ;
- soit la combinaison des deux facteurs ci-dessus[5].

Dans les départements d'Outre-Mer les zones de montagnes sont à la Réunion les communes ou les parties de communes d'une altitude de plus de 500 mètres et de 350 mètres pour les départements de la Guadeloupe et de la Martinique. Dans ces trois départements, à partir de 100 mètres d'altitude, la zone est qualifiée de montagne lorsque la majeure partie du territoire est constituée d'une pente de 15 % au moins.
Chaque zone de montagne est délimitée par arrêté interministériel. Ces zones s'appuient largement sur le découpage réalisé en 1961 pour déterminer l'attribution des indemnités compensatoires pour l'agriculture de montagne.
La zone de montagne est doublée d'une zone de massif, correspondant à la zone de montagne élargie à des territoires jugés complémentaires sur le plan géographique, économique, social, voire administratif. Ces zones sont au nombre de neuf : Alpes, Pyrénées, Jura, Massif central, Vosges, Corse, Martinique, Guadeloupe, La Réunion. Ces zones sont le cadre d'exercice des comités de massif, qui sont l'organe d'expression et de concertation des projets de développement évoqués par les élus locaux, le Conseil national de la montagne et l’État.

## Objectifs de la loi

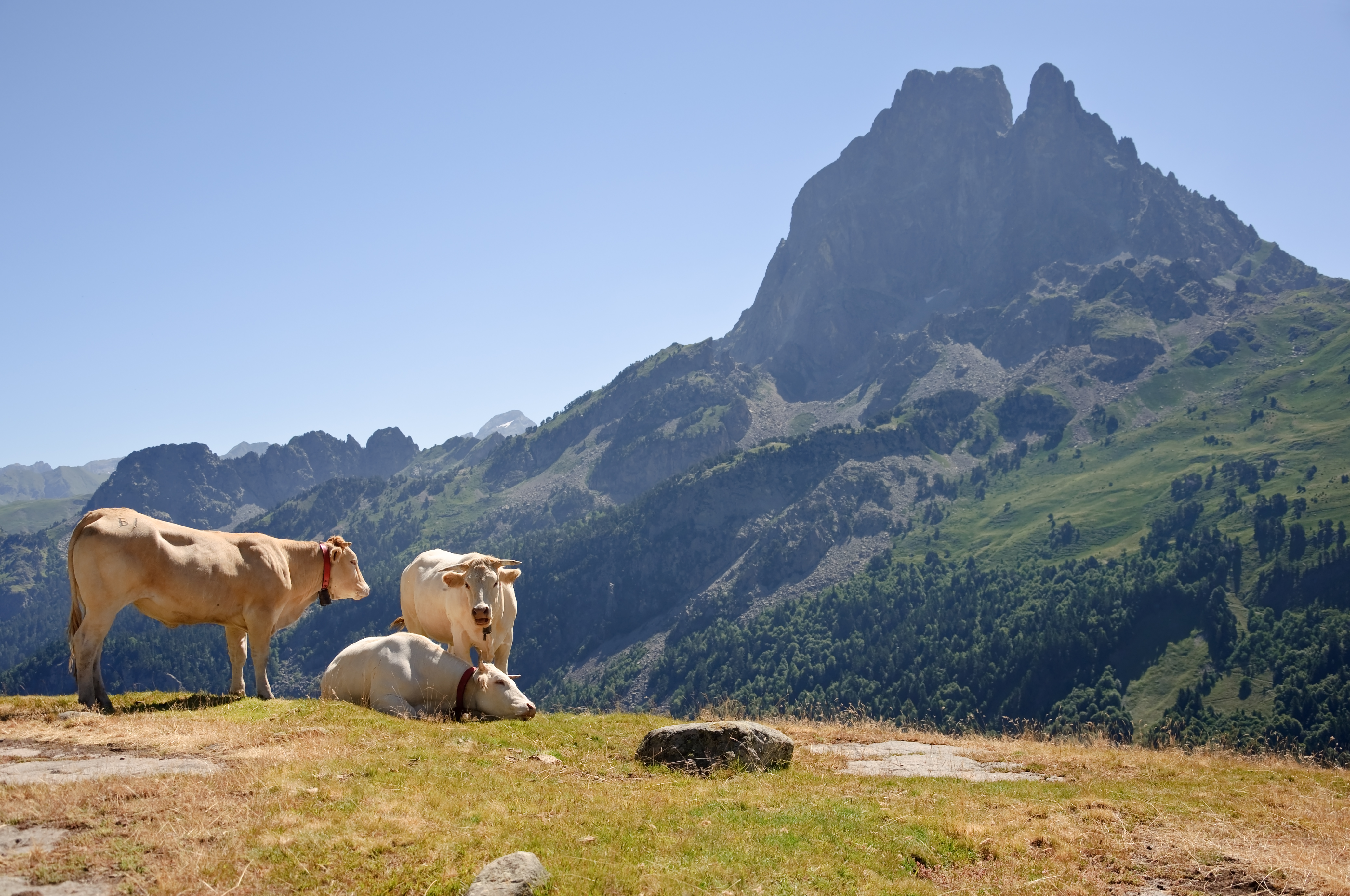
La loi Montagne s'appuie sur des politiques antérieures ciblant avant tout la vocation agraire de la montagne (ici des bovins dans les Pyrénées-Atlantiques).

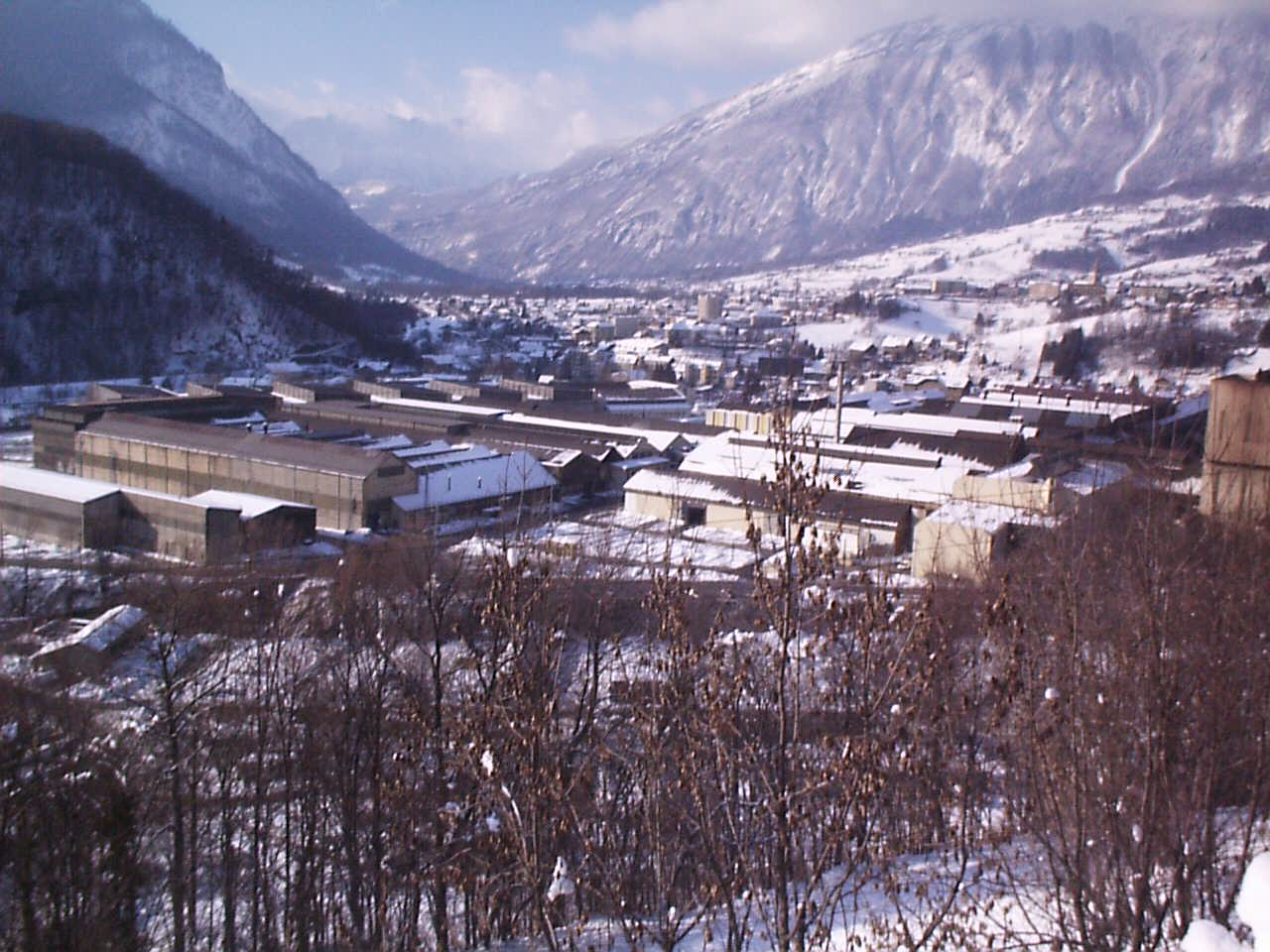
La loi Montagne cherche à concilier la protection et la valorisation culturelle et environnementale au développement économique par tous les secteurs d'activité, y compris l'industrie (ici les aciéries d'Ugine (Savoie).

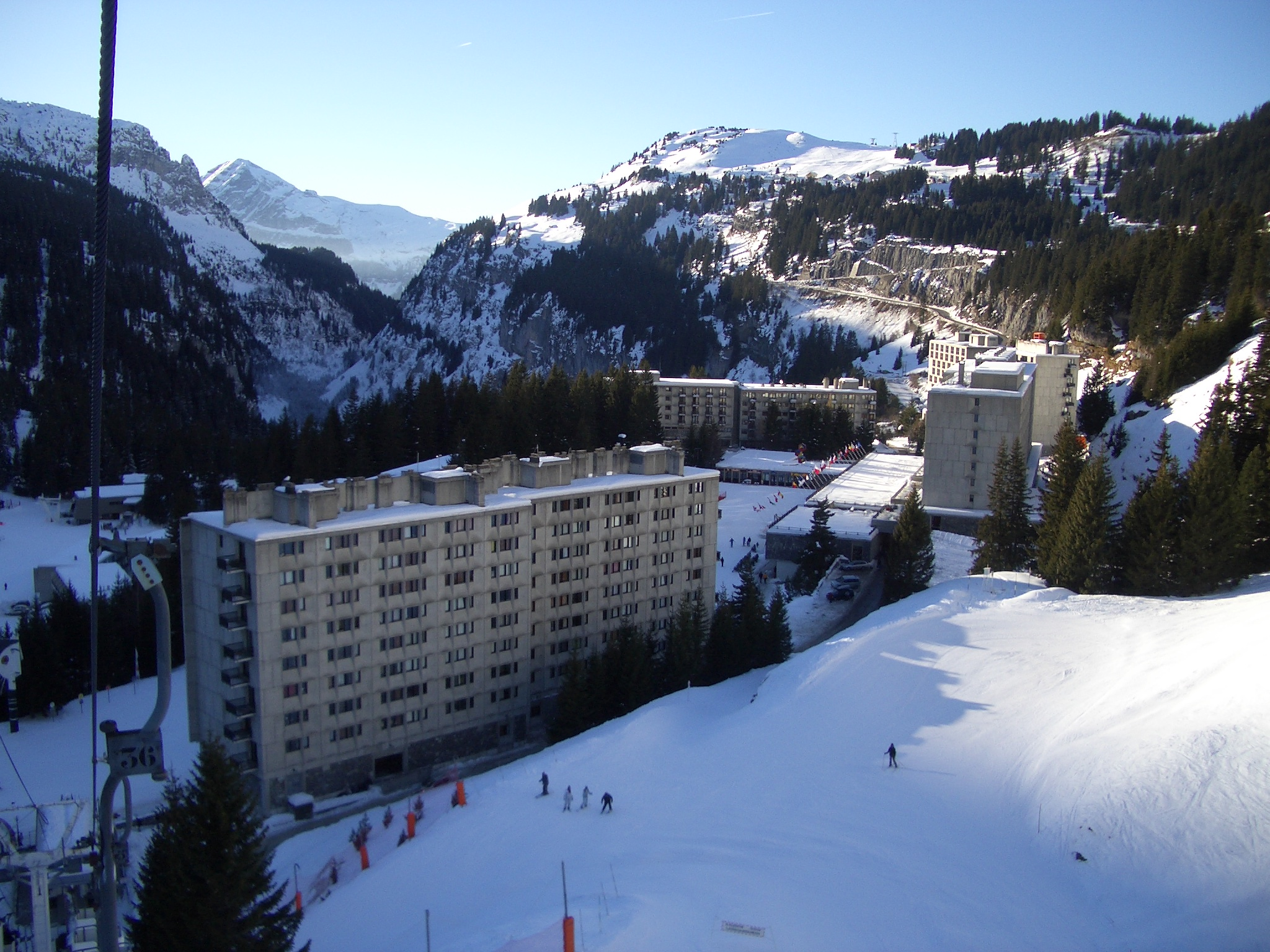
La conciliation de la maîtrise de l'urbanisation et du développement du tourisme hivernal sont un objectif majeur de la loi (ici la station de Flaine, en Haute-Savoie).

### Axes directeurs
La loi Montagne relative au développement et à la protection de la montagne tente d’établir un équilibre entre le développement et la protection de la montagne. À cet effet, l'article 1 de la loi n° 85-30 du 9 janvier 1985 relative au développement et à la protection de la montagne liste ces objectifs :
- faciliter l'exercice de nouvelles responsabilités par les collectivités et les organisations montagnardes dans la définition et la mise en œuvre de la politique de la montagne et des politiques de massifs ;
- engager l'économie de la montagne dans des politiques de qualité, de maîtrise de filière, de développement de la valeur ajoutée et rechercher toutes les possibilités de diversification ;
- participer à la protection des espaces naturels et des paysages et promouvoir le patrimoine culturel ainsi que la réhabilitation du bâti existant ;
- assurer une meilleure maîtrise de la gestion et de l'utilisation de l'espace montagnard par les populations et collectivités de montagne ;
- réévaluer le niveau des services en montagne, assurer leur pérennité et leur proximité par une généralisation de la contractualisation des obligations.

### Maîtrise de l'urbanisation
L'enjeu est important car il s'agit de fixer des règles particulières en matière d'urbanisme communes à toutes les zones de montagne. Celles-ci couvrent 21 % du territoire national et ne représentent que 6 % de la population. La liste des communes situées en zone de montagne est établie par arrêté.
- Le principe d'urbanisation en continuité ou hameaux intégrés

D'après l'article L.122-5 du code de l'urbanisme : l'extension de l'urbanisation doit se réaliser soit en continuité avec les agglomérations et les villages existants, soit en hameaux nouveaux intégrés à l’environnement.
L'urbanisation en continuité avec les villages et agglomérations existants : il résulte des dispositions de l’article applicable à tout terrain situé sur le territoire d’une commune en zone de montagne, que les constructions peuvent être réalisées en continuité avec les zones déjà urbanisées caractérisées par une densité significative des constructions, mais qu’aucune construction ne peut être autorisée même en continuité avec d’autres constructions dans les zones d’urbanisation diffuse éloignées des agglomérations.
En ce qui concerne les hameaux nouveaux : le législateur n’a pas défini le terme de « hameaux » mais selon une réponse du ministère de l’Écologie de 2010 cela fait référence à un petit groupe d'habitations, pouvant comprendre également d'autres constructions, isolé et distinct du bourg ou du village.
Depuis une loi de 2003, les communes peuvent aisément contourner cette règle. Pour cela, il leur suffit de délimiter des secteurs urbanisables dans leurs documents d'urbanisme (Carte communale, POS, PLU). Cette possibilité est à relativiser car, pour ce faire, la commune doit recevoir l'accord de l'État voire, dans certains cas, celui de la commission départementale des sites.
- Principe de préservation des espaces remarquables

La loi montagne contient des dispositions en vue de protéger les espaces, paysages et milieux les plus remarquables du patrimoine naturel et culturel montagnard. Pour que cette protection soit effective, l'État va élaborer des Directives Territoriales D'aménagement et de Développement Durable (DTADD). Ces directives peuvent adapter les dispositions de la loi montagne en fonction de la sensibilité des milieux concernés.
Enfin, en l'absence de DTADD, les documents locaux d'urbanisme (SCot, PLU, POS, Carte communale) doivent être compatibles avec les dispositions de la loi montagne. 
- Le principe de préservation des zones agricoles

La loi montagne contient une disposition visant au « maintien des activités agricoles, pastorales et forestières ». Le but est clairement de protéger les zones agricoles contre l'urbanisation et plus particulièrement l'urbanisation diffuse. 
Par exemple, dans les 300 mètres autour des lacs de montagne de moins de 1 000 hectares, la construction d’ouvrage est prohibée.

## Critiques

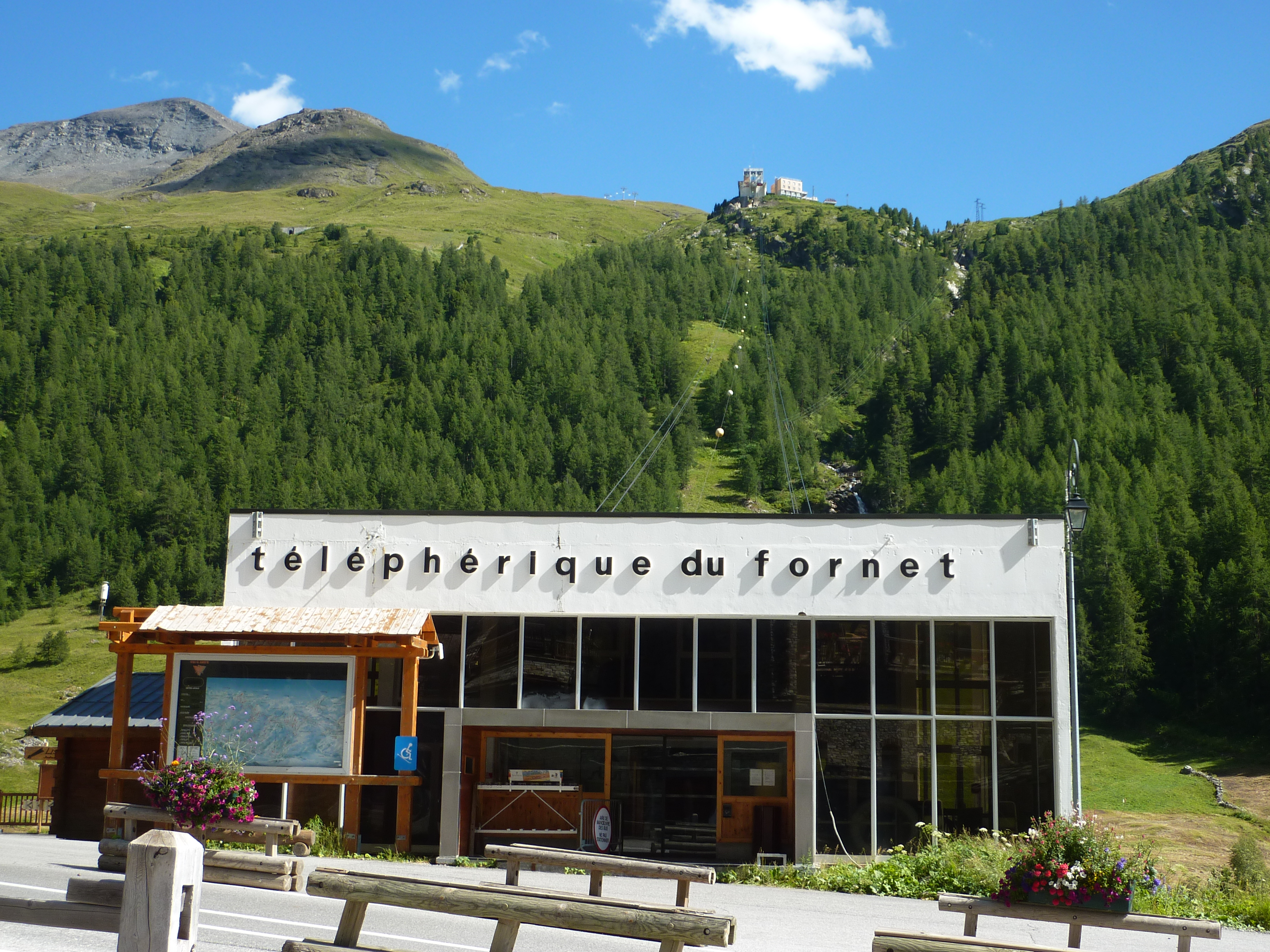
Un téléphérique à Val-d'Isère. Il a été reproché à la loi Montagne de ne pas avoir pu bénéficier de règlements suffisamment formels pour encadrer l'urbanisation de la haute montagne.

A été mise en évidence la très forte dimension politique et idéologique de la loi, promulguée par des responsables politiques de gauche en pleine décentralisation, à rebours de l'aménagement du territoire centraliste tel qu'appliqué depuis Charles de Gaulle. La loi montagne s'inspire des luttes sociales des années 1970, comme celle du Larzac, et s'appuie sur l'image partagée au-delà des clans politiques, de la montagne comme emblème national. Plusieurs analystes estiment que c'est cette dimension symbolique qui a nui au pragmatisme de la loi, et donc à son efficacité. 
Céline Broggio estime que c'est aussi par électoralisme (la loi portée par la gauche sur des territoires acquis à la droite) que la loi a perdu en réalisme.
Le manque d'incarnation des institutions mises en place, l'échec de l'idéal d'autodéveloppement et la contradiction de certains textes ont aussi été mis en avant.